# Ziglipton sanchezi
Ziglipton sanchezi là một loài bọ cánh cứng trong họ Cerambycidae.